# Gaius Albucius Silus

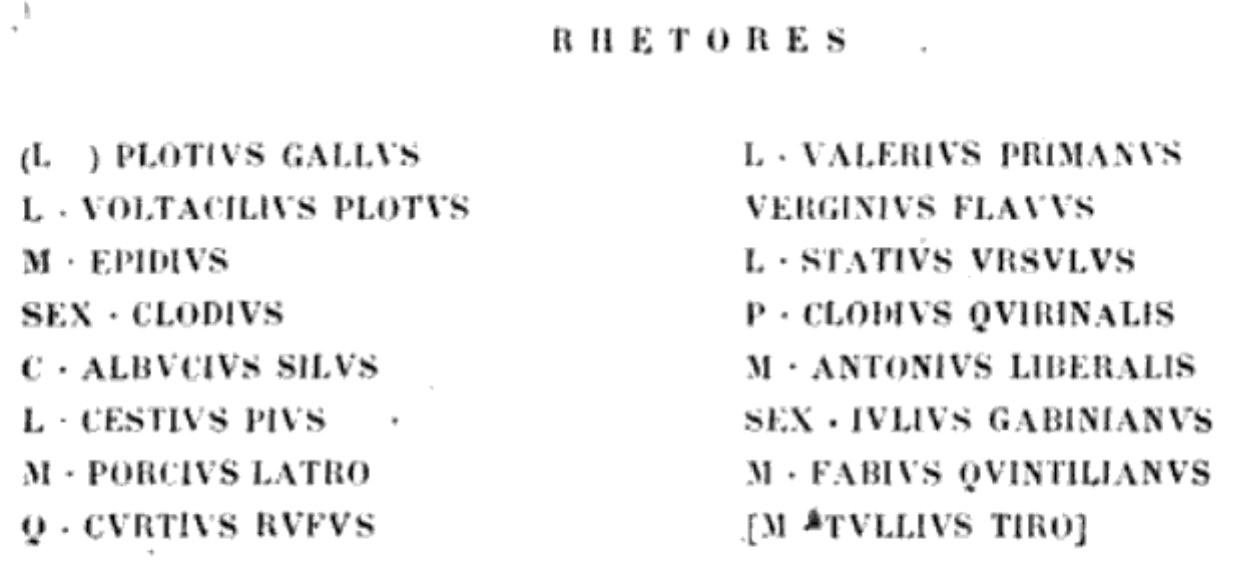
Albucius auf Suetons Liste der Rhetoren

Gaius Albucius Silus (* um 50 v. Chr. in Novaria; † um 16 n. Chr. ebenda) war ein Rhetor und Deklamator zur Zeit des  Augustus. Seneca der Ältere rechnete ihn zu den ersten vier Deklamatoren seiner Zeit. Bekannt ist sein rhetorischer Fauxpas vor dem Centumviralgericht (Hundertmännergericht) in Rom, der ihn den Prozess verlieren ließ.

## Leben
Privates bleibt im Dunkeln, Geburts- und Todesjahr lassen sich ungefähr erschließen. Was die Quellen über sein Leben berichten, bleibt anekdotisch und steht im Zusammenhang mit seiner Rednertätigkeit. Drei Städte, Novaria, Rom und Mediolanum (Mailand), und drei Prozesse ebenda prägten seinen Lebensweg. Novaria verließ er nach einem Gerichtsprozess, machte in Rom Karriere als Deklamator und Rhetor und beendete dort seine Gerichtstätigkeit nach einem Centumviralprozess. Dazu kommen ein Zwischenspiel in einem Mordprozess in Mailand und seine Rückkehr nach Novaria wegen Krankheit und Tod.

### Novaria
Als er in Novaria als Ädil in erhöhter Sitzposition (Tribunal) zu Gericht saß und Recht sprach, wurde er von denen, gegen die er ein Urteil fällte, an den Füßen vom Tribunal heruntergezogen. Dieses Schockerlebnis – er war nämlich ein Mann … der weder Unrecht tuen noch ertragen konnte – veranlasste ihn dazu, das Tribunal aufzugeben und nach Rom zu gehen. Erst im hohen Alter kehrte er wegen eines bösartigen Geschwürs nach Novaria zurück … beschloss zu sterben … enthielt sich der Speise und starb.

### Rom
Er fand in Rom Aufnahme im Freundeskreis um den Senator und Redner Lucius Munatius Plancus, für den er als Vorredner auftrat, dadurch bekannt wurde und eine eigene Schule gründete. Neben seiner schulischen Deklamationstätigkeit betrieb er auch Prozesse (egit et causas; Sueton) und plädierte als Anwalt vor Gericht. Als er als Ankläger wegen eines Fehlers seinerseits einen Prozess verlor, gab er diese Tätigkeit auf und sprach niemals mehr auf dem Forum. Siehe dazu unten, Centumviralprozess.

### Mailand
Ein Vorfall in einem Mordprozess (cognitione caedis; Sueton) in Mailand vor dem Prokonsul Lucius Piso – er muss vor dem Centumviralprozess, nach dem er niemals (numquam) mehr vor Gericht sprach, stattgefunden haben – trug ebenfalls dazu bei, das Forum zu meiden. Er verteidigte einen Klienten vor Gericht und als ein Liktor den starken Applaus der Zuschauer (für sein Plädoyer) untersagte, wurde er so zornig, dass er den Zustand Italiens bedauerte, es sei gleichsam wiederum in die Form einer Provinz gebracht worden, darüber hinaus habe er den (Caesarmörder) Marcus Brutus, dessen Statue in Sichtweise (des Gerichts) stand, als Urheber und Beschützer der Gesetze und der Freiheit angerufen, wofür er beinahe bestraft wurde. Dieser Vorfall zeigt deutlich das Dilemma des Redners im Prinzipat. Kritik, die er als Deklamator in der Schule gefahrlos äußern konnte, wurde ihm auf dem Forum gefährlich. Er musste beide Rollen und Plätze peinlichst auseinanderhalten. Albucius durfte sich auch nicht durch diese Statue, auch wenn einst der Kaiser (Augustus) anordnete, dass die Statue (des Brutus) auf dem Platz stehen blieb, zu unbedachten Äußerungen hinreißen lassen. Sueton fasst Albucius' Reaktion zusammen: er zog sich vom Forum zurück, teilweise (nach dem Centumviralprozess) aus Scham, teilweise (nach dem Mordprozess) aus Furcht (renutiavit foro partim pudore partim metu; Sueton).

## Rhetorische Praxis
Um seine Schüler und sein Publikum nicht zu verlieren, musste ein Deklamator sein Publikum mitreißen und beeindrucken, stilistischer Überschwang und Emphase drängten den Inhalt in den Hintergrund. Für Seneca zeigt sich hierin der Verfall der Redekunst in der augusteischen Zeit und dieser ist auch bei Albucius spür- und erkennbar. Sein Urteil ist zwiespältig, wobei die negativen Aspekte überwiegen. Er anerkennt und lobt sein Bemühen um publikumswirksame Emphase, bemängelt und kritisiert aber seine sonstigen Fähigkeiten (Zitate aus Contr. 7, Praef. 7, Abschnitt 1–5, Übersetzung kursiv): Denn er rief alle seine Kräfte auf (omnes vires suos advocabat 1), um den Glanz seiner Rede (splendor orationis 2) zu steigern und überaus brilliant (splendissimus 3) zu erscheinen. Auch wenn seine Fähigkeit nicht groß war (non hexis magna 2), war es umso mehr seine Ausdrucksweise (phrasis 2). Seine Gedankenäußerungen (sententiae 2) waren klangvoll und brilliant (vocales et splendidae 2), er rief wirksam Gefühle hervor und benutzte hervorragend die rhetorischen Figuren (affectus efficaciter movit, egregie figurabat 3). Jedes Thema behandelte er vollständig (locum beate implebat 3), über den Mangel seiner lateinischen Rede konnte man sich nicht beklagen … so reichhaltig war der Fluss seiner geschliffenen Rede (non posses de inopia sermonis Latini queri … tantum orationis cultae fluebat 3).
Er redete nämlich wild drauf los (dicebat enim citato et effuso cursu 2), machte viele Fehler und während er einen Fehler vermied, fiel er in den nächsten (dum alterum vitium devitat, incidebat in alterum 4), mischte in seine Rede ungeschickt und unpassend Vulgarismen (idiotismos 5) ein, er war unsicher und hatte kein Vertrauen in seine Talente (nulla erat fiducia ingenii sui 5), und wen er gerade trefflich reden gehört hatte, wollte er nachahmen (quem proxime dicentem commode audierat imitari volebat 4). Seine Rede fiel oft durch (saepe decidit 5) und er gehörte zu denen, die ihre Fehler lieber entschuldigen als vermeiden wollten (vita sua excusare malint quam effugere 4), er baute ungeschickt und unpassend schmutzige Wörter (sordidae verba 4) in seine Rede ein und gab so seine Begabung dem Gespött preis (ingenio suo inlusit 5).
Asinius Pollio nannte seine Gedankenäußerungen (sententiae 2) im Anklang an seinen Namen die weißen (albae), d. h., sie lagen offen, trugen nichts Geheimnisvolles, nichts Unverhofftes bei (apertae, nihil occultum, nihil insperatum adferentes 2).
In der schulischen und in der Unterhaltungsdeklamation war fast alles möglich, stilistische Steigerung war erwünscht. Albucius erfüllte diese Aufgabe mit Bravour, sonst hätte ihn Seneca nicht zu den vier besten gezählt. Die Deklamatoren mussten vorsichtig sein, wenn sie öffentlich vor Gericht auftraten, weil hier der Inhalt mehr zählte als rhetorische Kunststücke. Brach das Deklamieren mit ihnen durch, machten sie leicht Fehler, so wie Albucius in seinem letzten Prozess vor dem Decemviralgericht, ein Musterbeispiel für das Scheitern des Deklamators.

## Centumviralprozess
Der Vorfall zeigt wie auch in Mailand (siehe oben) das Dilemma des Deklamators, der in der Schule wunderbar fabulieren kann, aber vor Gericht bei der Sache bleiben muss, wenn er nicht verlieren will. Auf alle Fälle darf er vor Gericht nicht mit rhetorischen Figuren operieren, die der Gegner unmittelbar aufgreifen und gegen ihn wenden kann, wie der folgende Fall zeigt.
Albucius prozessierte als Anwalt (advocatus; Quint. Inst. 9, 2, 95) vor dem Centumviralgericht – die Hintergründe sind unbekannt – und als es schien, dass die Gegenpartei, vertreten durch den Redner Arruntius, einen Vergleich anstrebe und dafür Bedingungen für einen zu leistenden Schwur einbringen wolle, griff Albucius das auf und sagte unter Verwendung rhetorischer Figuren: Du willst den Prozess durch einen Schwur zu Ende bringen? Schwöre, aber ich werde den Schwur vorgeben: Schwöre bei der Asche des (deines) Vaters, die (noch) nicht beerdigt ist; schwöre beim Andenken an den (deinen) Vater!
Arruntius griff das vermeintliche Angebot wortwörtlich auf und gelobte, sein Mandant werde diesen Schwur leisten. Albucius protestierte: ich habe keine Bedingung (für einen Schwur) eingebracht, sondern nur eine (rhetorische) Figur benutzt. Arruntius insistierte, das Gericht folgte ihm, der Angeklagte schwor, Albucius verlor den Prozess und zog sich daraufhin beleidigt und zornig für immer vom Gericht zurück.
Dieses Prozessbeispiel wurde oft rezipiert, denn es beleuchtet gut das Spannungsverhältnis zwischen dem auf dem Forum agierenden Rhetor, der alles geben musste, um einen Prozess zu gewinnen, und dem in der Schule redenden Deklamator, der alles geben musste, um zu begeistern und mitzureißen.
Zum Verständnis seines Fehlers muss man sich in Albucius hineinversetzen. Er will seine Einlassung emotional steigern, denn er beginnt mit der Figur der rhetorischen Frage – du willst den Prozess durch einen Schwur zu Ende bringen? – und steigert diese mit dem Vorschlag – Schwöre … beim Andenken an den Vater –-  bei dem er davon ausgeht, dass er nicht angenommen wird. Albucius benutzt als zweite Figur die Prolepse, die Vorwegnahme von etwas, was hier nicht eintreten soll. Er hat dabei nicht bedacht, dass dies nicht als Figur erkannt oder zumindest anerkannt wird und sein Gegner ausnutzt. Für Quintilian liegt hier eine für den Gegner vorteilhafte, für Albucius aber misslungene Dissimulatio, das Verbergen der Figuren, vor: Nützlich ist manchnmal sogar die Dissimulatio (Verbergen der Figuren), wie für den (Arruntius) … der, als gegen ihn (von Albucius) gefordert wurde: „Schwöre bei der Asche deines Vater“, antwortete, er sei dazu bereit.
Albucius hat also seinen Gegner falsch eingeschätzt, er dachte, er könne den Gegenpart mit seinen Figuren in die Enge treiben und überrumpeln. Beim Deklamieren wäre diese Rhetorik durchaus von Nutzen gewesen, um zu beeindrucken, da es hier nicht um wirkliche Entscheidungen geht, sondern um gelungene emotionale Beiträge, eine Kontroverse musste zu keinem Ergebnis führen.
Albucius räsoniert über seine Niederlage: weshalb soll ich auf dem Forum reden, wenn mich mehr Leute zu Hause hören können, und Seneca kommentiert: obwohl er es nicht zugab,  erfreuten ihn die Deklamationen, weil Figuren ohne Gefahr vorgetragen wurden.

## Rezeption
- Pascal Quignard: Albucius, Roman, Verlag Éditions P.O.L, Paris 1990; dreiundfünfzig fiktive Kontroversen des Albucius, eingestreut in historische und fiktive Szenen seines Lebens.

### Sekundärliteratur
- Emiel Eyben: Die Einteilung des menschlichen Lebens im römischen Altertum. In: Rheinisches Museum für Philologie. Band 116 (1973), S. 172–176: Die Einteilung nach Varro, Digitalisat.
- Karl Gerth: Albucius 3. In: Paulys Realencyclopädie der classischen Altertumswissenschaft (RE). Supplementband III, Stuttgart 1918, Sp. 71–77.
- Wolfgang Dieter Lebek: Zur Vita des Albucius Silus bei Sueton. In: Hermes. Band 94, Heft 3, 1966, Franz Steiner Verlag, Seite 360–372.
- Ferdinand Gustav Lindner: De Gaio Albucio Silo commentatio, Festschrift für das 50-jährige Jubiläum der Neugründung der Königlichen Universität zu Breslau, Verlag Graß/Barth/Friedrich, Breslau 1861.
- Paul von Rohden: Albucius 3. In: Paulys Realencyclopädie der classischen Altertumswissenschaft (RE). Band I,1, Stuttgart 1893, Sp. 1331 (kurzer Überblick und weitere Quellenhinweise).
- Martin Schanz, Carl Hosius: Geschichte der römischen Literatur, 2. Teil, Die römische Literatur in der Zeit der Monarchie bis auf Hadrian, Verlag Beck, München 1933; §336, Abschnitt 4, S. 348–349; Internet Archive.
- Wilhelm Siegmund Teuffel, Wilhelm Kroll: Geschichte der römischen Literatur. Band 2, Verlag Teubner, Leipzig 1910, S. 170 f. § 268, Abschnitt 4: ausgewählte Quellen zu Albucius Silus; S. 171 § 268, Abschnitt 6: ausgewählte Quellen zu Cestius (Digitalisat).
- Christine Walde: Albucius 3. In: Der Neue Pauly (DNP). Band 1, Metzler, Stuttgart 1996, ISBN 3-476-01471-1, Sp. 442–443.